# Rešad Kunovac
Rešad Kunovac (Foča, Bosnia y Herzegovina, antigua RFS Yugoslavia; 24 de agosto de 1953) es un exfutbolista, actualmente entrenador, bosnio. La mayor parte de su carrera en los banquillos la ha desempeñado como ayudante de Radomir Antić. En la actualidad forma parte del cuerpo técnico del serbio en el Shandong Luneng Taishan de la Super Liga China.

## Trayectoria

### Como jugador
Kunovac inició su carrera futbolística en el club de su localidad natal, el FK Sutjeska Foča. A finales de los años 1960 pasó por el FK Sloboda Užice, antes de recalar en el FK Partizan de Belgrado, donde logró sus mayores éxitos, con dos títulos de liga yugoslava. En la recta final de su carrera se trasladó a Estados Unidos donde participó en la liga indoor, la Major Indoor Soccer League, con Memphis Americans (1981-1983) y Baltimore Blast (1983-1985).

### Como entrenador
Su primer puesto relevante en los banquillos fue el de asistente técnico del seleccionador yugoslavo Mirko Jozić en el Campeonato de Europa Sub-16 de 1990, donde los balcánicos fueron subcampeones.
Tras una etapa trabajando en Kuwait, la temporada 1995/96 inició su carrera como segundo entrenador de Radomir Antić en el Atlético de Madrid de España. El tándem estuvo en el banquillo rojiblanco durante cinco campañas, hasta 2000, aunque en diferentes etapas. Su mayor éxito fue el doblete -Liga y la Copa- conquistados en su primer año.
La temporada 2000/01 Kunovac acompañó a Antić en su nueva etapa profesional, al frente del Real Oviedo, también de la Primera División española, aunque al término de la temporada el club perdió la categoría. En 2001 fue asistente técnico del seleccionador de la República Federal de Yugoslavia, Milovan Ðoric.
En enero de 2003 regresó junto a Antić, que se hizo cargo del FC Barcelona en sustitución de Louis van Gaal. A pesar de lograr clasificar al equipo para competiciones europeas, el cuerpo técnico no fue renovado al finalizar el curso.
En agosto de 2008 inició una nueva etapa como ayudante de Antić al frente de la selección de Serbia, a la que consiguieron clasificar para el Mundial de Sudáfrica de 2010. Pero tras la mala actuación de los balcánicos en la cita mundialista, al quedar en última posición de su grupo en la fase previa, provocó la destitución de Antić y Kunovac.
En 2012 Antić y Kunovac iniciaron un nuevo proyecto en China, en el banquillo del Shandong Luneng Taishan.

## Clubes
| Club              | País                    | Año       |
| ----------------- | ----------------------- | --------- |
| Sutjeska Foča     | Yugoslavia              |           |
| Sloboda Užice     | Yugoslavia              |           |
| FK Partizan       | Yugoslavia              | 1973-1978 |
| Napredak Kruševac | Yugoslavia              | 1978-1981 |
| Memphis Americans | Estados Unidos (indoor) | 1981-1983 |
| Baltimore Blast   | Estados Unidos (indoor) | 1983-1985 |

## Palmarés

### Torneos nacionales
| Título       | Club        | País       | Año  |
| ------------ | ----------- | ---------- | ---- |
| Primera Liga | FK Partizan | Yugoslavia | 1976 |
| Primera Liga | FK Partizan | Yugoslavia | 1978 |